# Þórir Þorsteinsson
Þórir Þorsteinsson (Thorir Thorsteinsson, n. 910) fue un vikingo y bóndi de Húsavík á Tjörnesi, Suður-Þingeyjarsýsla en Islandia. Era hijo de Þorsteinn Barðarson (n. 882) y nieto de Bárður Björnsson. Es un personaje de la saga de Reykdæla ok Víga-Skútu.